# Sabbatizmus
A Bohdan Hmelnyickij-féle zsidóüldözések nyomán nyomasztóvá váló légkörben a szefárd zsidóságban megerősödött a messiásvárás. Ezt paradox módon táplálták egyes, a világvégét 1666-ra váró keresztény elképzelések (666 a Fenevad száma a Bibliában), illetve a keresztény világban végbement események értelmezése - mindenekelőtt London 1666-os leégése, mint a végítélet lehetséges nyitánya. A 17. századi ukrajnai pogromok okozta sokkból nőtt ki a zsidó misztika két ága: a haszidizmus és a sabbateánus mozgalom.

## Sabbataj Cvi élete és működése
Ebben a feszült, csodaváró közegben született Sabbataj Cvi (1626 – 1676) zsidó álmessiás, a zsidó misztika egyik kora újkori nagy alakja. A zsidó királyság helyreállításának programjával lépett fel, amivel zsidó kivándorlási hullámot indított el Palesztinába - a Zsidó Lexikon emiatt egyenesen a cionizmus előfutárának nevezi. Gazdag kereskedőcsalád sarjaként született Szmirnában. Jó nevelésben részesült, olyan korabeli tudósokat is mesteréül tudva, mint Joszéf Eskapa. Cvi korán kitűnt képességeivel és a Kabbalában való jártasságával, furcsa viselkedése (modern terminológiával kifejezve talán mániákus depressziós volt) és az általa vallott misztikus nézetek miatt azonban 1648-ban kimondták rá a chéremet, azaz kiátkozták a közösségből.
Szmirnából való távozása után bejárta a Levantét. 1665-ben Gázába utazott, ahol a helyi nagytekintélyű rabbi, a nála 18 évvel fiatalabb Gázai Náthán benne vélte felismerni a Messiást. Paul Johnson szerint az egész mozgalom lelke inkább a Cvinél tehetségesebb misztikus Náthán volt, aki folyamatosan kibocsátott vallási állásfoglalásaival igazolta Cvi minden “messiási” cselekedetét.  Cvi hamarosan kinevezte a 12 törzs vezetőjét, hogy vezessék vissza a hívőket Palesztinába, majd bevonult Jeruzsálembe. Innen viszont távozni kényszerült, mivel a helyi zsidók elutasították, hogy ő lenne a Messiás - mindenesetre nagy feltűnést keltett a Földközi-tenger térségében és szerte Európában. 1665 szeptemberében visszatért Szmirnába, ahol komoly meghasonlást okozott a hívők között. Cvi leváltotta Áron Lapapát, a szmirnai főrabbit, és helyére Chájjim Benveniste-et ültette, aki némi vonakodás után ugyan, de hajlandó volt elismerni őt Messiásnak. Cvi a megváltás napját 1666. június 18-ára határozta meg és üzeneteket küldött az európai zsidóságnak, melyben visszatérésre buzdított.
Miután kinevezte Izrael királyának utódait is, Cvi 1665. december 30-án Isztambulba hajózott – hívei szerint azért, hogy megdöntse a IV. Mohammed szultán uralmát. Köprülü Ahmed nagyvezír azonban 1666 februárjában elfogatta és meglehetősen kényelmes körülmények között ugyan, de fogságban tartotta: először Isztambulban, majd Gallipoliban. Ez utóbbi helyen rendszeresen felkeresték hívei, ő maga pedig innen keltezett leveleit Istenként írta alá, valamint megváltoztatta a zsidó étkezési előírásokat is. Az őt felkereső lengyelországi Nehemia Kóhén kabbalista csalónak találta, emiatt feljelentette őt az udvarnál. Cvit 1666 szeptemberében az udvar válaszút elé állította: vagy áttér az iszlámra, vagy kivégzik. Cvi az előbbit választva turbánban jelent meg a szultáni udvarban és felvette az Aziz Mehmed Effendi nevet. Adrianopoliszi kényszerlakhelyén azonban folytatta “messiási” tevékenységét - a szultán ekkor 1672-ben Albániába száműzte Cvit, ahol Cvi az 1676-ban bekövetkező haláláig tartózkodott.

## A sabbateánus mozgalom
A sabbateánus mozgalom azonban tovább élt. Náthán Luria Kabbalájából kiindulva azt tartotta, hogy a Messiás kínok közt vállalja magára az eredeti harmónia visszaállítását a földön. Enged a gonosznak, hogy aztán belülről győzze le. Emiatt számos zsidó titokban követte Cvi példáját és látszólag áttért az iszlámra. A Cvi nyomán látszólag áttért, titokban azonban zsidó vallást folytatókat a dönme névvel illették. Központjuk Szaloniki volt.
Mások a zsidóság keretein belül folytatták Cvi tanainak propagálását. Cvi legismertebb követője a XVIII. században Podóliában fellépő Jacob Frank volt, aki a kereszténység és a judaizmus összeegyeztetésén fáradozott, ami miatt viszont hamarosan őt is kiközösítették eredeti közösségéből. Hitsorsosai ellen Frank ekkor a kamenyeci püspökhöz fordult segítségért. 1757-ben a püspök jelenlétében tartott, a rabbikkal folytatott hitvitája során el is égették a Talmudot, mivel ő maga azt állította, hogy mind a rabbinikus iratok, mind a Talmud keresztényellenes kitételeket tartalmaznak. 1759-ben egy Lembergben tartott hitvitán azt igyekezett bizonyítani, hogy a Krisztusban, mint megváltóban való hit a Tórából eredeztethető. A katolikus papság buzdítására ezután ő és több száz híve katolizáltak, Franknak maga III. Ágoston lengyel király volt a keresztapja. Azonban hamarosan kiderült, hogy Frank és hívei számára az igazi messiás maga Frank, ami miatt Frankot a vallási szabályok megsértése miatt 1772-ig a częstochowai kolostorban tartották fogva. Paul Johnson szerint az ortodox kereszténységbe is betért. Szabadulása után Ausztriában és Németországban próbálta meg elterjeszteni sajátos zsidó-keresztény hitét.

## Magyar vonatkozások
Cvinek elsősorban a budai zsidóságban volt sok követője. Magának Cvinek első írásos említése 1667-ből, Eszéki István nagybányai iskolamester Jézus Messiás című drámájából való. Cvi nyomán Magyarországon is támadt álmessiás, a kismartoni Mordechai Móchiach személyében (1678-83).

## Török vonatkozások
A Török Köztársaság megalakulása után Kemál Atatürk ellen İzmirben elkövetett merénylet egyik vezetője egy Mehmed Cavid Bey nevű dönme volt, az Unió és Haladás Bizottságának (İTC) egyik alapító tagja és az Oszmán Birodalom korábbi pénzügyminisztere. A kormányzati vizsgálat után elítélt Cavid Beyt 1926. augusztus 26-án Ankarában felakasztották.

## Külső hivatkozások
- Internetes linkek gyűjteménye Sabbataj Cviről: https://web.archive.org/web/20141110122614/http://vallasezoteria.phpbb8.de/shem-mephorash-f4/jezus-sabbataj-cvi-parhuzama-t33.html